# Nights into Dreams
Nights into Dreams es un videojuego de acción y aventura de 1996, desarrollado por Sonic Team y publicado por Sega para la consola Sega Saturn. El protagonista del juego es Nights, un ser onírico con aspecto de bufón, que deberá sobrevolar en las ensoñaciones de dos niños, Elliot y Claris, para evitar que las pesadillas invadan el mundo en el que habita. En cada uno de los siete niveles, representados como sueños con límite de tiempo, Nights atraviesa entornos tridimensionales con una jugabilidad en plano bidimensional para las mecánicas de vuelo.
El desarrollo corrió a cargo del equipo de Sonic the Hedgehog, con Yūji Naka como productor, Naoto Ōshima como director y Takashi Iizuka en la dirección artística. Naka quiso hacer un juego completamente distinto a Sonic y que estuviera basado en el deseo de poder volar, mientras que Ōshima ideó un personaje andrógino que recordara a un ángel y pudiera planear como un pájaro. Sonic Team estudió trabajos sobre las etapas del sueño y la obra de psicoanalistas como Carl Gustav Jung para dotar de profundidad a la historia. El juego vino acompañado del lanzamiento de un mando circular con cruceta analógica y dos gatillos, ideado para garantizar una experiencia inmersiva en los títulos tridimensionales de Saturn.
Nights into Dreams está considerado uno de los juegos más icónicos del catálogo de Sega Saturn y de la quinta generación de videoconsolas, aun cuando en su momento fue percibido como una apuesta arriesgada por parte de Sonic Team. La prensa especializada emitió críticas favorables al colorido de los gráficos, a la jugabilidad y a la ambientación, con una valoración media de 83 sobre 100 según Metacritic. El juego original ha sido remasterizado en 2008 y 2012, y se ha publicado una secuela, Nights: Journey of Dreams, para Wii en 2007. Además, el protagonista de Nights ha hecho cameos en otros títulos de Sega.

## Sistema de juego

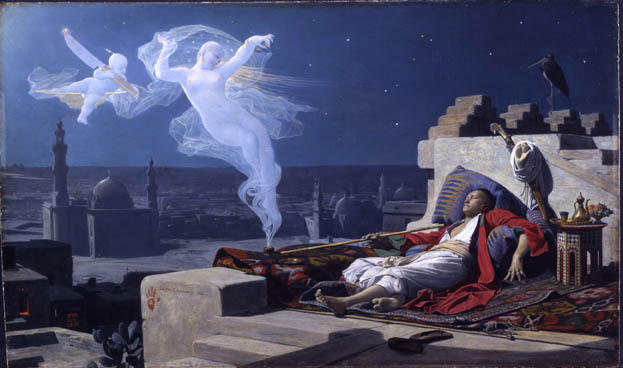
Los niveles de Nights into Dreams se desarrollan en los sueños de dos niños. En la imagen, El sueño del eunuco de Jean Lecomte du Nouÿ (1874).

Nights into Dreams es un videojuego de acción y aventura con elementos de plataformas, protagonizado por un bufón imaginario, Nights, que irrumpe en los sueños de dos niños: Elliot y Claris. A nivel gráfico se trata de un videojuego de 2.5D: el vuelo del personaje se desarrolla en planos bidimensionales sobre un entorno tridimensional, si bien los niños pueden caminar sobre el escenario en un plano tridimensional.
En cada nivel, representado como un sueño, el jugador tiene que sobrevolar el escenario con Nights a través de obstáculos y enemigos que irrumpen en pantalla. Hay un total de siete niveles: tres corresponden a Elliot y otros tres a Claris, mientras que el séptimo es común para ambos. Al completarlo se establece una calificación final —entre «A» y «F»— según la puntuación obtenida, las combinaciones y la destreza.
Cada escenario consta de dos fases: una de exploración y otra de combate frente a un jefe de nivel. En la primera fase el niño se fusiona con Nights para sobrevolar el mapa y recuperar cuatro esferas luminosas —conocidas como Ideya— que han sido encerradas en trampas flotantes. Cada Ideya equivale a una vuelta sobre el escenario. Para liberarla hay que recolectar un mínimo de veinte esferas azules, que permiten destruir la trampa, y llevar la esfera rescatada hasta una torre de control antes de que el tiempo se agote. La vuelta correspondiente a cada Ideya tiene un límite de tiempo de dos minutos: si se acaba, la fusión con Nights se rompe y el niño debe ir andando hasta la torre de control, evitando ser capturado por un despertador gigante que indicaría el final del sueño. Una vez se han rescatado las cuatro Ideya, hay un enfrentamiento contra el jefe de nivel correspondiente.
Al principio de cada nivel, el jugador toma las riendas del niño protagonista —Claris o Elliot— y debe dirigirlo hacia el punto de control, donde Nights permanece atrapado, para fusionarse con él. Cuando asume el control de Nights, el jugador es capaz de sobrevolar anillos, hacer acrobacias aéreas, ganar velocidad por impulso, y derrotar a los enemigos con un remolino en pleno vuelo. Los enemigos del escenario no causan daños pero restan tiempo.
Cuando se ha completado el modo historia, se desbloquea un modo multijugador que enfrenta a dos rivales en un combate con pantalla dividida. Uno de los jugadores controla a Nights mientras que el otro toma las riendas de Reala, némesis del protagonista.

## Argumento
La historia se desarrolla en el mundo de los sueños humanos, dividido en dos mitades que representan las ilusiones positivas —Nightopia— y las pesadillas —Nightmare—. El protagonista del juego es Nights, un acróbata con aspecto de bufón que ha sido encarcelado en una torre de Nightopia por rebelarse contra su creador, el malvado Wizeman, quien pretende que las pesadillas invadan el reino de las ilusiones para conquistar el mundo.
La historia se centra en dos jóvenes de la ciudad ficticia de Twin Seeds: Elliot Edwards es un niño que ha sido derrotado en un partido de baloncesto por chicos mayores que él, mientras que Claris Sinclair es una niña que ha tenido un episodio de miedo escénico en mitad de una audición. Aunque ambos intentan olvidarlo cuando se van a dormir, sufren pesadillas que les hacen revivir esos eventos. En ese momento, un habitante de Nightopia explica lo sucedido y les implora que se adentren en el mundo de los sueños para rescatar a Nights, el único capaz de recuperar la normalidad de su universo.
En Nightopia, la personalidad del soñador aparece representada con cinco esferas brillantes de colores conocidas como Ideya. Al comienzo de cada nivel, los esbirros de Wizeman roban al niño o niña todos sus Ideya excepto uno, la esfera roja que representa la valentía. Los niños deben dirigirse a la torre de control para fusionarse con Nights, liberarle de su prisión y sobrevolar el escenario de Nightopia para recuperar las cuatro Ideyas que les han arrebatado. Después de derrotar a los distintos jefes de nivel, entre ellos Wizeman como enemigo final, Nightopia vuelve a la normalidad y tanto Elliot como Claris aprenden a afrontar sus temores.

## Desarrollo

### Producción

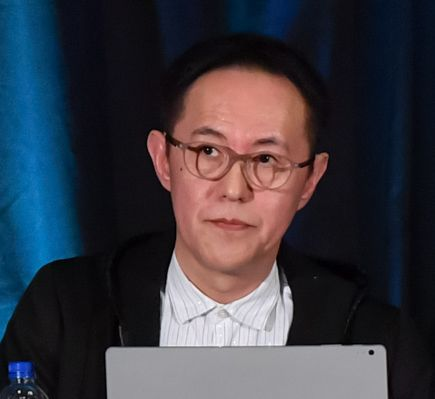
Naoto Ōshima fue el director de Nights into Dreams.

El desarrollo de Nights into Dreams corrió a cargo de Sonic Team, el estudio de Sega que había creado la serie Sonic the Hedgehog en Mega Drive. El equipo estuvo compuesto por más de treinta desarrolladores con Yūji Naka como productor y programador jefe, Naoto Ōshima como director y Takashi Iizuka como director artístico.
De acuerdo con Yūji Naka, la idea central de Nights into Dreams está basada en el deseo del ser humano de poder volar y comenzó a gestarse en 1992, cuando su equipo hizo numerosos viajes entre Japón y Estados Unidos durante el desarrollo de Sonic the Hedgehog 2. Después de haber publicado Sonic & Knuckles en 1994, Sonic Team quiso aprovechar el lanzamiento de Sega Saturn para ocuparse de nuevas licencias y tomarse un descanso de la saga Sonic, en la que habían trabajado exclusivamente durante los últimos cinco años. Partiendo de esa premisa, el equipo apostó por crear un nuevo juego, centrado en el vuelo, que estaría ambientado en el mundo de los sueños.
Para dar mayor profundidad a la historia, Sonic Team estudió numerosos trabajos sobre las etapas del sueño y la obra de varios psicoanalistas, particularmente de Carl Gustav Jung. Según Iizuka, el protagonista Nights simboliza el arquetipo de «la sombra», con el que Jung pretendía representar la dualidad y el lado oculto de la personalidad que no se tiende a reconocer, un aspecto reforzado con el diseño del bufón. Por su parte, los niños Claris y Elliot están inspirados en los arquetipos de «ánima» y «animus».

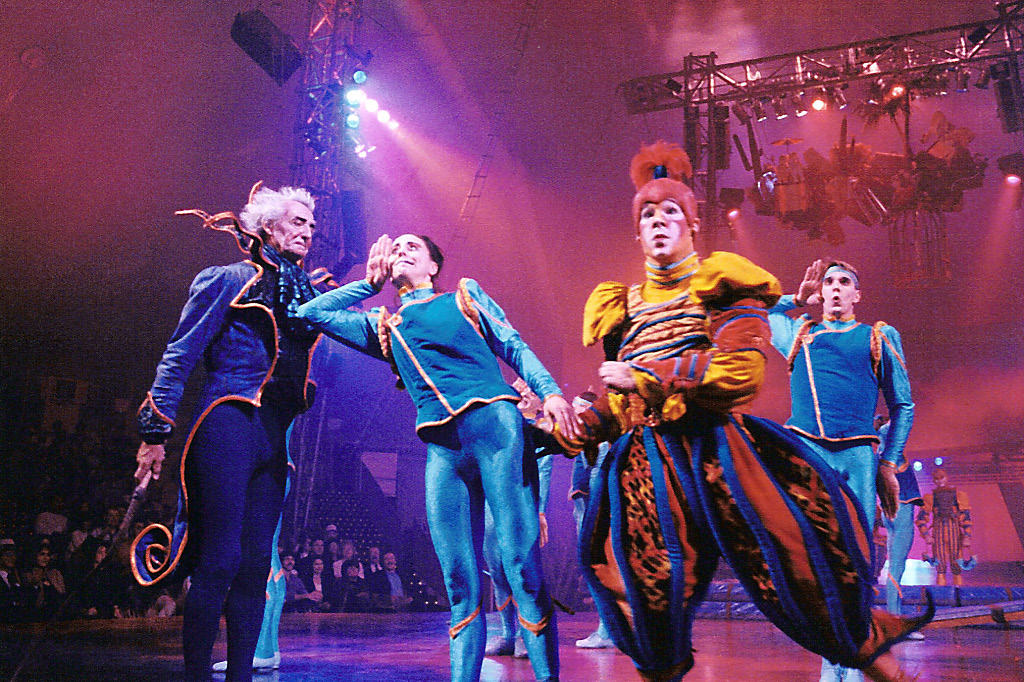
El apartado visual de Nights into Dreams está inspirado en el espectáculo Mystère del Cirque du Soleil.

Ōshima planteó que Nights, el protagonista del juego, debía «parecer un ángel» y «volar como un pájaro», así que apostaron por una imagen simpática para todos los públicos. El personaje de Nights es un bufón andrógino con traje morado que forma parte del subconsciente humano, con una personalidad infantil y amistosa. El colorido apartado visual está inspirado en el espectáculo Mystère del Cirque du Soleil entre otras obras, bajo la premisa de que el universo de Nights into Dreams no debía recordar de ningún modo al de Sonic the Hedgehog.
El sistema de juego está diseñado para que cualquier jugador pueda completarlo, a la vez que implementa una rejugabilidad con el sistema de calificaciones. En un primer momento Naka propuso crear un videojuego pausado, en contraste con la rapidez de Sonic, pero la velocidad fue incrementándose para dar una mayor sensación de libertad sobre el escenario.
Nights into Dreams incorporó también un novedoso sistema de vida artificial, conocido como «A-Life», que permite evolucionar a los habitantes del mundo de los sueños rescatados —conocidos como Nightopians— y cambiar el entorno de los escenarios. Este sistema utiliza el reloj interno de Sega Saturn, y ha sido implementado posteriormente en otros títulos de Sonic Team como Sonic Adventure.

### Gráficos
Nights into Dreams es un videojuego de 2.5D que combina entornos tridimensionales de colores vivos con una jugabilidad en planos bidimensionales. El plan inicial consistía en desarrollar un videojuego de desplazamiento lateral en 2D con personajes en sprite, pero Sega pidió que se adaptaran al 3D para explotar las características de Saturn. Al final se adoptó el desplazamiento lateral solamente en las mecánicas de vuelo.
El motor de videojuego tuvo que hacerse desde cero. Nights fue desarrollado con estaciones de trabajo de Silicon Graphics para el diseño de gráficos y con emuladores de Saturn sobre computadores Hewlett-Packard para su programación. Las escenas cinemáticas en imagen generada por computadora fueron diseñadas por Norihiro Nishiyama (Clockwork Knight). El desarrollo conllevó más tiempo del previsto por la inexperiencia del equipo en juegos tridimensionales y por la compleja arquitectura de la videoconsola, con doble procesador y polígonos de cuatro vértices. Uno de los dos procesadores genera los escenarios en 3D, mientras que el otro se ocupa de los enemigos, obstáculos y resto del entorno.
En entrevistas posteriores, Naka aseguró que su equipo nunca pudo explotar en Nights todo el potencial de Sega Saturn. Dos años más tarde, Sonic Team aprovechó el motor gráfico que habían creado para desarrollar una nueva franquicia, Burning Rangers (1998). 

### Mando analógico

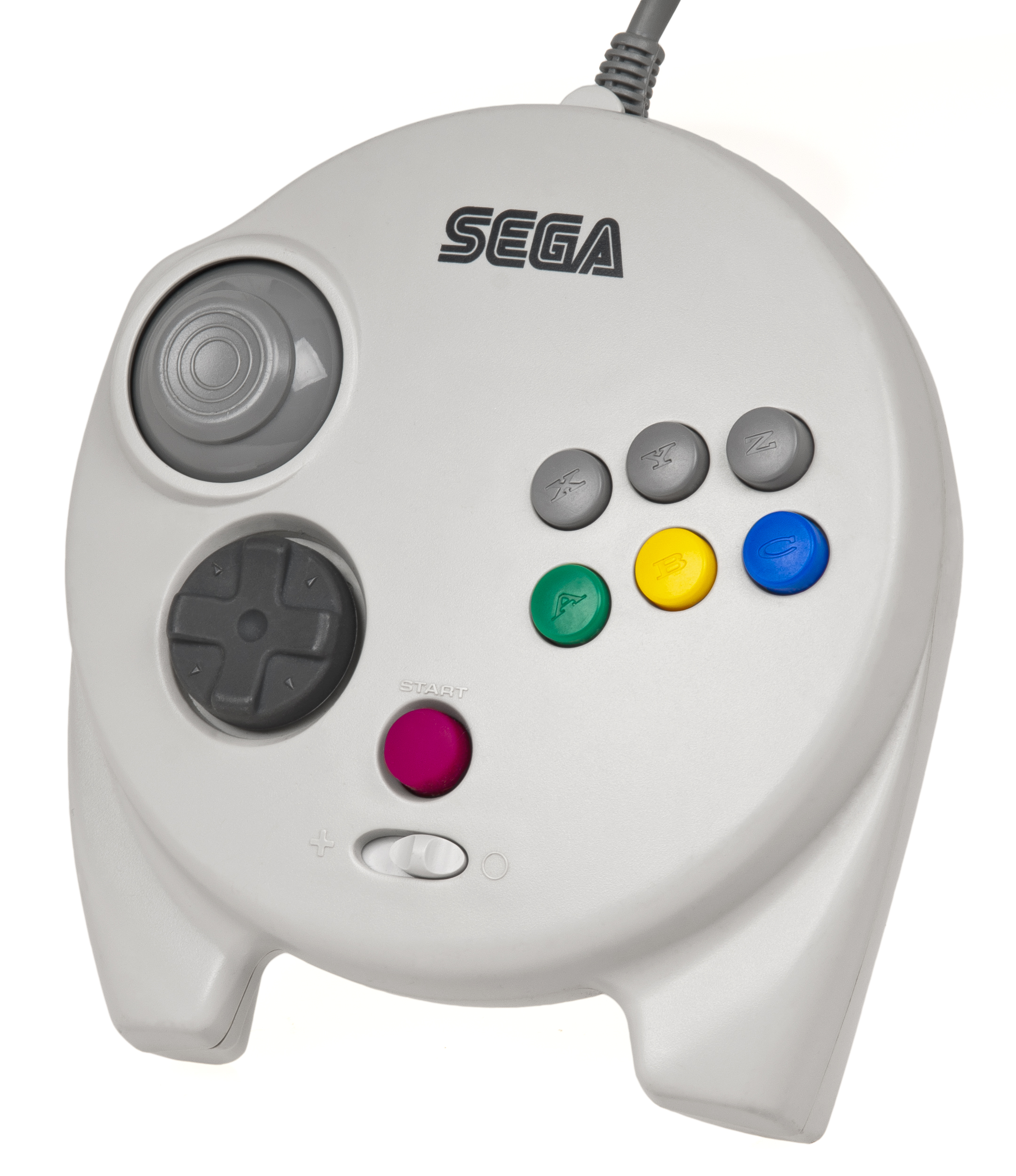
Detalle del mando analógico de Sega Saturn.

El proyecto conllevó el desarrollo de un mando analógico de Sega Saturn para juegos tridimensionales, el 3D Control Pad. El mando incluye una cruceta analógica y dos gatillos laterales en la parte trasera, diseñados específicamente para optimizar los movimientos de Nights. Su creación fue iniciativa de los propios desarrolladores, pues consideraban que el mando estándar de Saturn era más apropiado para juegos arcade que para un título tridimensional. La salida coincidió con el lanzamiento de Nintendo 64, cuyo mando ya incluía una cruceta analógica.
El 3D Control Pad podía comprarse por separado o con el propio juego en un paquete conjunto, e incluía un interruptor en la parte inferior para elegir la cruceta analógica o la estándar. También hubo ediciones especiales de la consola que incorporaron el 3D Control Pad de regalo.

### Lanzamiento
El juego fue presentado en el Tokyo Game Show de 1996, y desde el primer momento llamó la atención de la prensa especializada tanto por su planteamiento como por el apartado gráfico. En Estados Unidos y Europa, donde Saturn no había tenido un buen arranque comercial, se esperaba que Nights y el nuevo mando analógico pudieran impulsar las ventas de la consola frente a los lanzamientos más fuertes de la competencia: Crash Bandicoot (PlayStation) y Super Mario 64 (Nintendo 64).
El juego salió a la venta el 5 de julio de 1996 en Japón, el 20 de agosto en Estados Unidos y el 7 de octubre en Europa. 

## Recepción

### Comercial
Nights into Dreams fue el título más vendido de Sega Saturn en 1996 junto con Fighters Megamix, y con el paso del tiempo se consolidó como uno de los mayores éxitos comerciales de su catálogo. Sin embargo, las cifras que obtuvo no bastaron para incrementar las ventas de Sega Saturn en el mercado occidental, donde ya había sido superada por PlayStation y Nintendo 64. El juego fue especialmente popular en Japón, con más de 200 000 copias vendidas en la primera semana y un total de 392 383 distribuidas solo en ese mercado, según datos de la revista Famitsū.

### Crítica
La prensa especializada valoró positivamente la jugabilidad basada en mecánicas de vuelo, los gráficos y el diseño. Con el paso del tiempo, Nights ha sido considerado uno de los títulos más innovadores de la quinta generación de videoconsolas, así como uno de los más importantes del catálogo de Sega Saturn. La versión de PC tiene una valoración media de 83 sobre 100 en el agregador de reseñas Metacritic.
La revista británica Edge le otorgó una nota de 8 sobre 10 y puso en valor el control analógico, el planteamiento original y el diseño de los niveles, aunque también consideró que tenía una duración muy limitada. Una década después, Edge incluyó Nights en su número especial de «los 100 mejores videojuegos» y alabó su rejugabilidad por el sistema para obtener la máxima puntuación. La revista oficial Sega Saturn Magazine le puntuó con un 96 sobre 100, con una mención especial a la profundidad de color y a los gráficos, definiéndolo como «uno de los juegos más cautivadores de Saturn» hasta la fecha.
Dentro de las publicaciones en español, Hobby Consolas le otorgó una puntuación de 94 sobre 100 y consideró que su lanzamiento era un punto de inflexión para Sega Saturn, tanto por su originalidad como por el apartado visual. Por otro lado, Superjuegos le dio 93 puntos sobre 100.

## Otras versiones
En diciembre de 1996, Sega publicó un videojuego promocional, Christmas Nights into Dreams, dirigido a impulsar las ventas de Sega Saturn en las fiestas de Navidad. Las revistas oficiales de Saturn —entre ellas Sega Saturn Magazine— incluyeron el juego de regalo en sus respectivas ediciones, y en Japón llegó incluso a comercializarse una edición navideña de la consola con el juego incluido. En esta ocasión, Elliot y Claris vuelven al mundo de los sueños para recuperar la estrella del árbol navideño de Twin Seeds.
Christmas Nights es una versión inversa del primer nivel de Nights into Dreams, cuya principal característica es el uso del reloj interno de Sega Saturn para ofrecer distintas interfaces. Cuando se juega en diciembre, los escenarios están cubiertos de nieve y los elementos tridimensionales del decorado son reemplazados por adornos navideños. Después de completar ese único nivel, se accede a un memorama que permite desbloquear regalos como modos multijugador, un reproductor musical e incluso una variante protagonizada por Sonic. Si se juega en el día de las bromas de abril, Nights es reemplazado por su némesis Reala.

## Legado
Nights into Dreams está considerado uno de los títulos más importantes del catálogo de Sega Saturn. En el lanzamiento fue definido como una apuesta arriesgada por parte de Sega, que había renunciado a su personaje más emblemático para impulsar una nueva licencia. De hecho, Yūji Naka siempre ha asegurado que Nights fue un punto de inflexión para Sonic Team porque dejaba de ser un estudio centrado en una sola franquicia. Con el paso del tiempo, el juego ha sido incluido en varias listas de los mejores videojuegos de todos los tiempos, entre ellas de la revista Edge —Edge presenta los 100 mejores videojuegos, 2007— y de IGN.
El bufón Nights ha aparecido como personaje jugable en numerosos títulos de Sega como Sonic Riders (2006), Sega Superstars Tennis (2008), Sonic and All-Stars Racing Transformed (2012) y Super Monkey Ball: Banana Mania (2021). También se han incluido dos pinball con temática de Nights into Dreams en Sonic Adventure (1998) y Sonic Pinball Party (2003), así como minijuegos con captura de movimiento para el EyeToy de PlayStation 2. Por otra parte, hay un cameo de Claris y Elliot, los niños protagonistas, en el siguiente título de Sonic Team, Burning Rangers (1998).

### Secuelas
A raíz de las buenas ventas de Nights into Dreams en Japón, Sonic Team planteó el desarrollo de una secuela titulada Air Nights que, según Yūji Naka, iba a utilizar un mando con control de movimiento. El proyecto arrancó en los últimos meses de Saturn, después pasó a Dreamcast y finalmente fue cancelado en diciembre de 2000 por el cese de producción de la última consola de Sega.
En 2005, Takashi Iizuka, quien había sido el diseñador principal de Nights into Dreams, anunció que Sonic Team y Sega habían retomado el proyecto para desarrollar un nuevo título de Nights en Wii, la consola de Nintendo con control de movimiento. La secuela Nights: Journey of Dreams salió a la venta en diciembre de 2007.

### Remasterización
Sega publicó una reedición de Nights into Dreams para PlayStation 2 el 21 de febrero de 2008, exclusiva del mercado japonés, que incluía soporte para pantalla panorámica en 16:9, una galería de ilustraciones, y tanto la versión remasterizada como la original de Saturn. Además, Sega lanzó una edición de coleccionista —Nightopia Dream Pack— que incluye una reedición del libro de ilustraciones oficial.
En 2012 se publicó una nueva versión remasterizada en alta definición a través de PlayStation Network, Xbox Live Arcade y Steam. Esta variante, diseñada sobre la edición de 2008, incorpora marcadores en línea y la opción de jugar la demo Christmas Nights entre otros extras.